# Farid Simaika
Farid Simaika (àrab: فريد سميكة, Farīd Simayka) (Alexandria, 12 de juny de 1907 - Makassar, 11 de setembre de 1943) fou un saltador egipci que va competir durant la dècada de 1920. Va néixer en el si d'una de les famílies coptes més antigues del país i des de ben jove destacà com a saltador. A començaments de la dècada de 1920 es va traslladar als Estats Units.
El 1927, representant l'Ambassador Swimming Club de Los Angeles, Simaika va guanyar el campionat de trampolí baix de l'Amateur Athletic Union (AAU) i fou segon, rere Pete Desjardins en el de palanca alta. Aquest campionat el guanyà el 1930, 1931 i 1932.
El 1928 va prendre part en els Jocs Olímpics d'Amsterdam, on va disputar dues proves del programa de salts. En la de prova de palanca de 10 metres guanyà la medalla de plata rere Pete Desjardins, i en la competició del trampolí de 3 metres guanyà la medalla de bronze.
Després d'haver aconseguit aquests èxits esportius Simaika va protagonitzar diversos espectacles aquàtics per diferents ciutats del món. També va aparèixer en tres pel·lícules de Hollywood: Seas Beneath (1931), dirigida per John Ford; Double Diving (1939) i Water Sports (1941).
El març de 1942 va rebre la nacionalitat estatunidenca, i el 3 d'agost de 1942 va ingressar a l'exèrcit dels Estats Units. Es creu que el seu avió va ser abatut el setembre de 1943 mentre sobrevolava Makassar, al sud de Sulawesi, Indonèsia. Va ser declarat mort el 10 de desembre de 1945 i apareix com a desaparegut en acció.
Simaika va ser guardonat amb la Creu dels Vols Distingits i fou ascendit a Primer Tinent. El 1982 fou incorporat a l'International Swimming Hall of Fame.